# 春乃さくら
春乃 さくら（はるの さくら、3月11日 - ）は、宝塚歌劇団宙組に所属する娘役。宙組トップ娘役。
京都府京都市、府立鳥羽高等学校出身。身長165cm。愛称は「さー」、「さく」。

## 来歴
2014年、宝塚音楽学校入学。
2016年、音楽学校卒業後、宝塚歌劇団に102期生として入団。入団時の成績は26番。星組公演「こうもり／THE ENTERTAINER!」で初舞台。その後、宙組に配属。
2022年の「NEVER SAY GOODBYE」で新人公演初ヒロイン。続く「カルト・ワイン」（東京建物 Brillia HALL・ドラマシティ公演）で、東上公演初ヒロイン。
2023年6月12日付で宙組トップ娘役に就任。芹香斗亜の相手役として、「PAGAD／Sky Fantasy!」でトップコンビ大劇場お披露目を果たすも、宙組生徒の急死により、僅か2日で公演休止となる。
2025年4月27日、「宝塚110年の恋のうた／Razzle Dazzle（ラズル ダズル）」芹香が退団し、桜木みなとを2人目の相手役に迎える。

## 主な舞台

### 初舞台
- 2016年3 - 4月、星組『こうもり』『THE ENTERTAINER!』（宝塚大劇場のみ）

### 宙組時代
- 2016年7 - 10月、『エリザベート-愛と死の輪舞（ロンド）-』 - 新人公演：女官
- 2017年2 - 4月、『王妃の館-Château de la Reine-』『VIVA! FESTA!』
- 2017年6月、『パーシャルタイムトラベル 時空の果てに』（バウホール） - 通行人女／侍女
- 2017年8 - 11月、『神々の土地』 - 新人公演：ゴロヴィナ嬢（本役：瀬戸花まり）『クラシカル ビジュー』
- 2018年1月、『不滅の棘（とげ）』（ドラマシティ・日本青年館） - メイド
- 2018年3 - 6月、『天（そら）は赤い河のほとり』 - 民衆、新人公演：姫／女官『シトラスの風-Sunrise-』
- 2018年10 - 12月、『白鷺（しらさぎ）の城（しろ）』『異人たちのルネサンス』 - 新人公演：祭の歌手（本役：瀬戸花まり）
- 2019年2月、『黒い瞳』『VIVA! FESTA! in HAKATA』（博多座）
- 2019年4 - 7月、『オーシャンズ11』 - 新人公演：サファイア（本役：華妃まいあ）
- 2019年8 - 9月、『追憶のバルセロナ』『NICE GUY!!』（全国ツアー）
- 2019年11 - 2020年2月、『El Japón（エル ハポン）-イスパニアのサムライ-』 - 新人公演：きく（本役：里咲しぐれ）『アクアヴィーテ（aquavitae）!!』
- 2020年8月、『壮麗帝』（ドラマシティ） - 小姓バイラム／女官
- 2020年11 - 2021年2月、『アナスタシア』[注釈 2]
- 2021年4月、『Hotel Svizra House ホテル スヴィッツラ ハウス』（東京建物 Brillia HALL） - シルヴィ
- 2021年6 - 9月、『シャーロック・ホームズ-The Game Is Afoot!-』 - ベーカー・ストリート イレギュラーズ、新人公演：アリス・ターナー（本役：小春乃さよ）『Délicieux（デリシュー）!-甘美なる巴里-』 初エトワール[4]
- 2021年11 - 12月、『プロミセス、プロミセス』（ドラマシティ・東京建物 Brillia HALL） - ミス・ポランスキー
- 2022年2 - 3月、『NEVER SAY GOODBYE』（宝塚大劇場）[注釈 1][4]
- 2022年4 - 5月、『NEVER SAY GOODBYE』（東京宝塚劇場） - 新人公演：キャサリン・マクレガー（本役：潤花） 新人公演初ヒロイン[4][6]
- 2022年6 - 7月、『カルト・ワイン』（東京建物 Brillia HALL・ドラマシティ） - アマンダ・フェンテス 東上初ヒロイン[4][6]
- 2022年8 - 11月、『HiGH&LOW-THE PREQUEL-』 - KIDA、新人公演：純子（本役：天彩峰里）『Capricciosa（カプリチョーザ）!!』
- 2023年3 - 6月、『カジノ・ロワイヤル〜我が名はボンド〜』 - ヴェスパー・リンド

### 宙組トップ娘役時代
- 2023年7 - 8月、『Xcalibur エクスカリバー』（東京建物 Brillia HALL） - グィネヴィア トップお披露目公演[9][10]
- 2023年9月、『PAGAD（パガド）』 - ロレンツァ／マリー・アントワネット『Sky Fantasy!』（宝塚大劇場のみ） 大劇場トップお披露目公演[7][8]
- 2024年6 - 8月、『Le Grand Escalier-ル・グラン・エスカリエ-』[11]
- 2024年10 - 11月、『大海賊』 - エレーヌ『Heat on Beat!（ヒートオンビート）-Evolution-』（全国ツアー）エトワール[12]
- 2025年1 - 4月、『宝塚110年の恋のうた』『Razzle Dazzle（ラズル ダズル）』 - ドロシー・レイン[13]
- 2025年6 - 7月、『ZORRO THE MUSICAL』（東急シアターオーブ） - ルイサ[14]
- 2025年9 - 2026年1月、『PRINCE OF LEGEND』 - 成瀬果音『BAYSIDE STAR』[15]

## 出演イベント
- 2016年12月、タカラヅカスペシャル2016『Music Succession to Next』[注釈 3]
- 2017年12月、タカラヅカスペシャル2017『ジュテーム・レビュー-モン・パリ誕生90周年-』[注釈 3]
- 2018年7月、『宝塚巴里祭2018』[16]
- 2023年1月、芹香斗亜ディナーショー『KISS-kiki sing&swing-』[17]

## 広告
- 2023年 - 、『池田泉州銀行』[18][19]